# シルバー・ファーン
シルバー・ファーン（Silver Fern、学名：Cyathea dealbata）はニュージーランドに自生するシダの1種である。
マオリ語ではPonga。

## 特徴
ニュージーランドはシダ植物の宝庫であるが、とりわけ樹木ほどに成長するシダ植物が自生しているのが特徴である。シルバー・ファーンは「ツリー」と言われているとおり、大木に成長する（木生シダ）。

## 文化
銀白色の葉は神秘的でマオリ人の信仰の対象とされた。
「ニュージーランド」のアイデンティティの象徴であり、1956年から国章に使われている。
シルバー・ファーンの葉を、黒地に白にスタイライズした、シルバー・ファーン・フラッグ（Silver fern flag）は、オールブラックスをはじめとするニュージーランド・ナショナルチームのロゴに使われており、1998年にはマリー・ハスラー文化大臣により新国旗として提案された。
- 国章
- シルバー・ファーン・フラッグ